# Партизаны (Херсонская область)
Партиза́ны (укр. Партизани) — село в Нижнесерогозской поселковой общине Генического района Херсонской области Украины.
Население по переписи 2001 года составляло 217 человек. Почтовый индекс — 74731. Телефонный код — 5540. Код КОАТУУ — 6523880504.

## Местный совет
74731, Херсонская обл., Нижнесерогозскийй р-н, с. Вербы, ул. Гагарина, 27